# Мітчелл Бард
Мітчелл Джеффрі Бард (англ. Mitchell Geoffrey Bard) — політичний аналітик, що спеціалізується в області американської зовнішньої політики, зокрема політики США на Близькому Сході.
Бард — виконавчий директор некомерційної організації «Американо-ізраїльська об'єднана ініціатива» («AICE»), директор «Єврейської віртуальної бібліотеки» (JVL). Він автор і редактор близько 20 книг, його статті публікуються в наукових журналах і центральних газетах.
Бард — колишній головний редактор «Near East Report», щотижневого інформаційного бюлетеня по близькосхідній політиці США, видаваного «Американо-ізраїльським комітетом зі зв'язків з громадськістю» (AIPAC). До роботи в AIPAC, був старшим аналітиком в «President Survey Research Group» під час виборчої кампанії американського президента Джорджа Буша (старшого в 1988 р Він давав інтерв'ю на Fox News, MSNBC, NBC, і «Дженні Джонс шоу» (англ.) .

## Освіта
- 1981: бакалавр економіки — Каліфорнійський університет в Санта-Барбарі (UCSB)
- 1983: магістр державної політики — Каліфорнійський університет в Берклі
- 1987: доктор філософії (PhD) з політології — Каліфорнійський університет в Лос-Анджелесі.
- 1986—1987: пост-докторат — Каліфорнійський університет в Ірвіні (UCI).
- Тема роботи: порятунок Ізраїлем ефіопських євреїв з Судану («Операція Мойсей»).

## Роботи

### Книги
- The Holocaust, 2001..
- The Water's Edge And Beyond: Defining the Limits to Domestic Influence on U.S. Middle East Policy, 1991.
- U.S.-Israel Relations: Looking to the Year 2000, 1991.
- Myths And Facts: A Concise Record of the Arab-Israeli Conflict, with Joel Himmelfarb, 1992.
- Partners for Change: How U.S.-Israel Cooperation Can Benefit America, 1993.
- Forgotten Victims: The Abandonment of Americans in Hitler's Camps, 1994.
- Building Bridges: Lessons For America From Novel Israeli Approaches To Promote Coexistence, 1997..
- The Complete Idiot's Guide to World War II, 1998..
- The Complete Idiot's Guide to Middle East Conflict, 1991; third edition 2002.
- The Complete History of the Holocaust, 2001..
- The Holocaust (ed), 2001..
- Myths and Facts: A Guide to the Arab-Israeli Conflict, 4th Edition. NY: Alpha Books, 2008.
- Міфи і факти. Путівник по арабо-ізраїльського конфлікту / пер. з англ. А. Курицький. — М .: Єврейське слово, 2007. — 480 с. — ISBN 9785900309436.
- The Nuremberg Trials (ed), At Issue in History series, 2001..
- The Nuremberg Trials (ed), Eyewitness to History series, 2002.
- From Tragedy to Triumph: The Politics behind the Rescue of Ethiopian Jewry, 2002.
- On One Foot: A Middle East Guide for the Perplexed or How to Respond on Your Way to Class When Your Best Friend Joins an Anti-Israel Protest, 2002.
- The Founding of Israel, 2003.
- 1001 Facts Everyone Should Know About Israel, with Moshe Schwartz, 2005.
- Will Israel Survive ?, 2007.
- 48 Hours of Kristallnacht, 2008

### Журнальні статті
- "How the Palestinian Arabs Became Refugees, " Discovery, (Spring 1981).
- "Ideology and Depression Politics I: Grover Cleveland (1893—1897), " Presidential Studies Quarterly, (Winter 1985)
- "The Turning Point in United States Relations with Israel: The 1968 Sale of Phantom Jets, " Middle East Review, (Summer 1988)
- "Interest Groups, the President, and Foreign Policy: How Reagan Snatched Victory From the Jaws of Defeat on AWACS, " Presidential Studies Quarterly, (Summer 1988)
- "The Evolution of Israel's Africa Policy, " Middle East Review, (Winter 1988)
- «How Fares The Camp David Trio?» Orbis, (Fall 1990)
- "Behind the Wire, " [film review], The Public Historian, (Winter 1996)
- «How Special is the U.S.-Israel Relationship?» With Daniel Pipes, Middle East Quarterly, (June 1997)
- "Deconstructing George W. Bush's Middle East Strategy, " Perspectives: An Israel Review, (Brown University, Fall 2003 Vol. I, Issue 1).
- "Academic Freedom as a Shield for Anti-Semitism, " The Journal of the James Madison Institute, (Summer 2005)

### Роботи, опубліковані «AICE»
- «Learning Together: Israeli Innovations in Education that Could Benefit Americans»
- "Experience Counts: Innovative Programs For The Elderly In Israel That Can Benefit Americans
- «Good Medicine: Israeli Innovations In Health Care That Could Benefit Americans»
- «Breakthrough Dividend: Israeli Innovations In Biotechnology That Could Benefit Americans»
- «Rewriting History in Textbooks»
- «Tenured or tenuous: Defining the Role of Faculty in Supporting Israel on Campus»